# Gilles Sanders
Pour les articles homonymes, voir Sanders.
Gilles Sanders, né le 9 août 1964 à Narbonne, est un coureur cycliste français.

## Biographie
Il passe professionnel en 1987 et le reste jusqu'en 1990. Il n'y remporte aucune victoire. Puis, il devient en 1987 et 1995 coureur cycliste VTT professionnel.
Son frère Dominique Sanders a également été cycliste professionnel de 1977 à 1984.
Gilles Sanders est le seul coureur[réf. nécessaire] français à avoir participé à des championnats du monde dans trois disciplines différentes : la route, le VTT et le cyclo-cross.
Pendant le Roc d'Azur 1991, Gilles Sanders, alors second, s'aperçoit que l'homme de tête se trompe de parcours, s'arrête, l'appelle pour que celui-ci fasse demi-tour et se fait battre au sprint.

## Palmarès sur route

### Palmarès amateur
- 1986
  - Wolber d'or
  - Tarbes-Sauveterre
  - Ruban granitier breton
  - 2e de Paris-Barentin
  - 2e de Paris-Briare
  - 3e des Boucles catalanes
  - 3e du championnat de France sur route amateurs
  - 3e de la Polymultipliée
  - 9e du championnat du monde sur route amateurs

### Palmarès professionnel
- 1987
  - 2e du Trophée des grimpeurs
- 1988
  - 8e du Critérium du Dauphiné libéré

### Résultats sur les grands tours

#### Tour de France
3 participations
- 1987 : 28e
- 1988 : abandon (19e étape)
- 1989 : 54e

## Palmarès en VTT
- 1993
  - Vainqueur de la Transmaurienne

## Palmarès en cyclo-cross
- 1980-1981
  - 2e du championnat de France de cyclo-cross juniors
- 1981-1982
  -  Champion de France de cyclo-cross juniors